# Allan Bennett
Charles Henry Allan Bennett (ur. 8 grudnia 1872 w Londynie, zm. 9 marca 1923) – chemik analityczny, członek Hermetycznego Zakonu Złotego Brzasku, w ważnym stopniu Adeptus Minor.
Stopień Adeptus Minor otrzymał w wieku 23 lat i po inicjacji otrzymał imię Iehi Aour. Przyjaciel i współpracownik Aleistera Crowleya, jeden z jego ważniejszych nauczycieli w zakonie. Wiele podróżował m.in. do Indii, Cejlonu i Birmy. Jako pierwszy Anglik przyjął śluby buddyjskiego mnicha i otrzymał klasztorne imię Bhikku Ananda Metteyya (Błogość Dobroci Kochania). Przez całe życie cierpiał na astmę. Zmarł w Anglii w ubóstwie i ascezie.
Daty święceń buddyjskich:
- 12 grudnia 1901 – sāmaṇera[2],
- 21 maja 1902 – upasampadā[2] (bhikku)